# Ожеше
Ожеше (пол. Orzesze, нем. Orzesche) — город в Польше, входит в Силезское воеводство, Миколувский повят. Имеет статус городской гмины. Занимает площадь 82,89 км². Население — 18 674 человека (на 2004 год).

## Фотографии

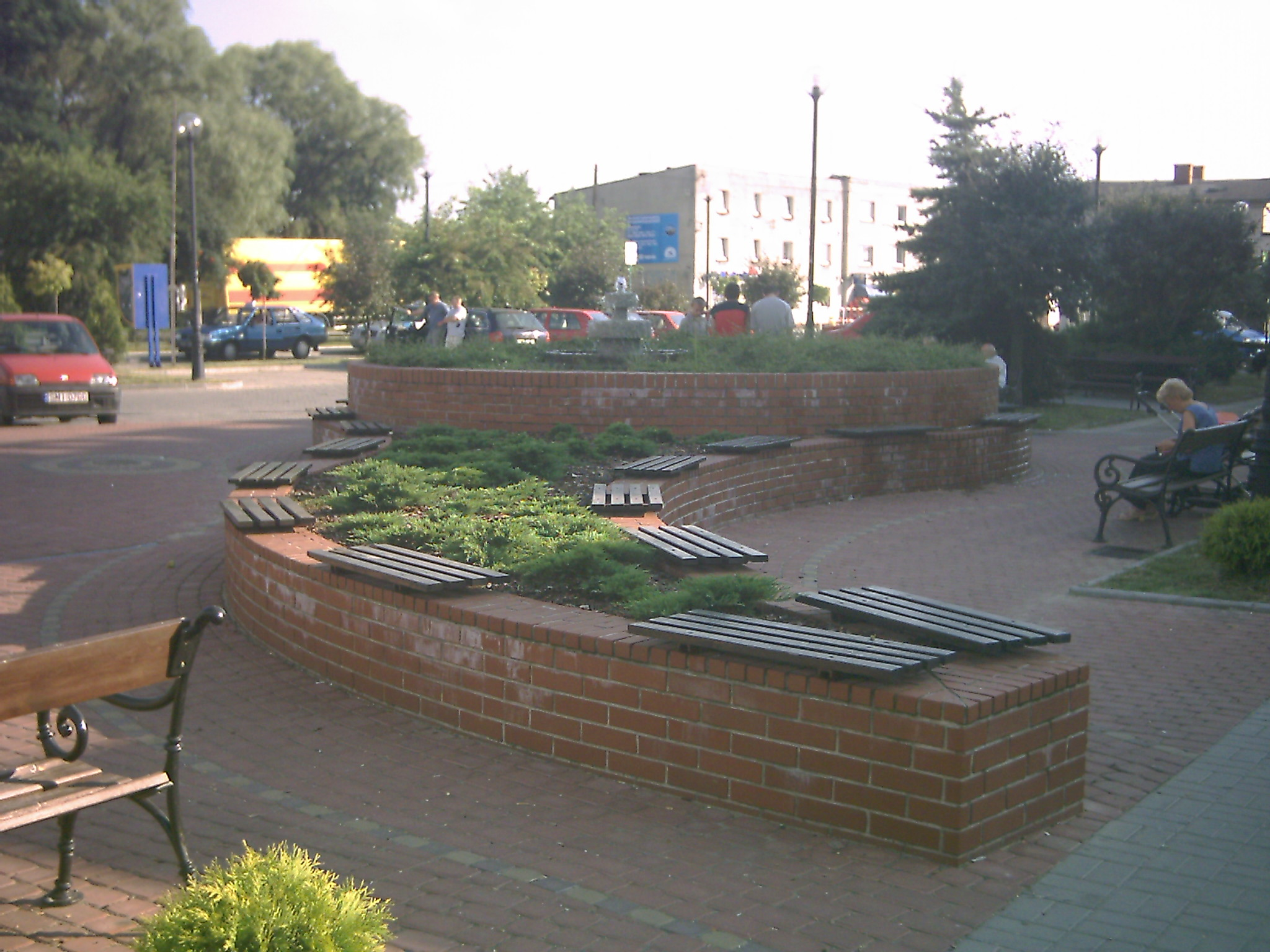
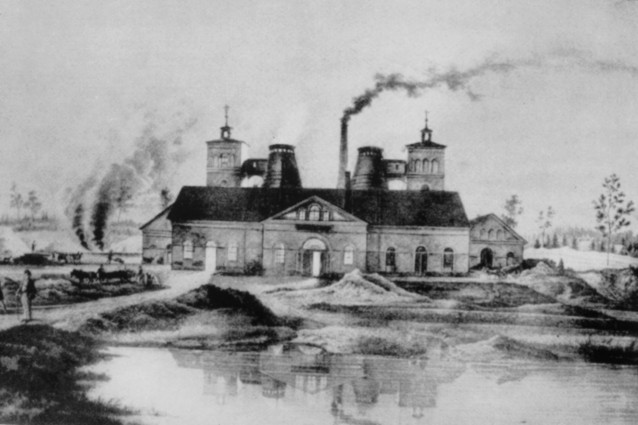
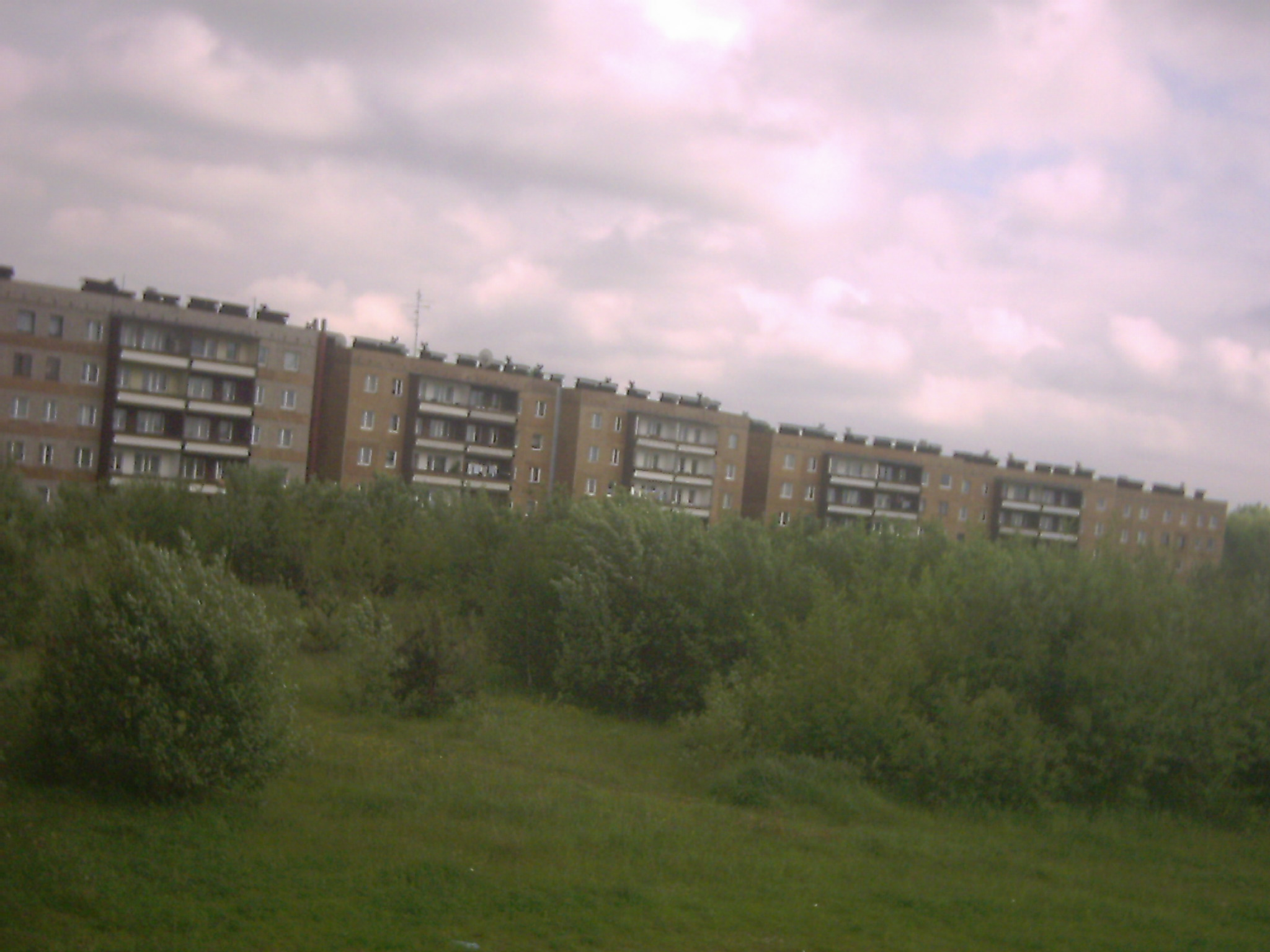
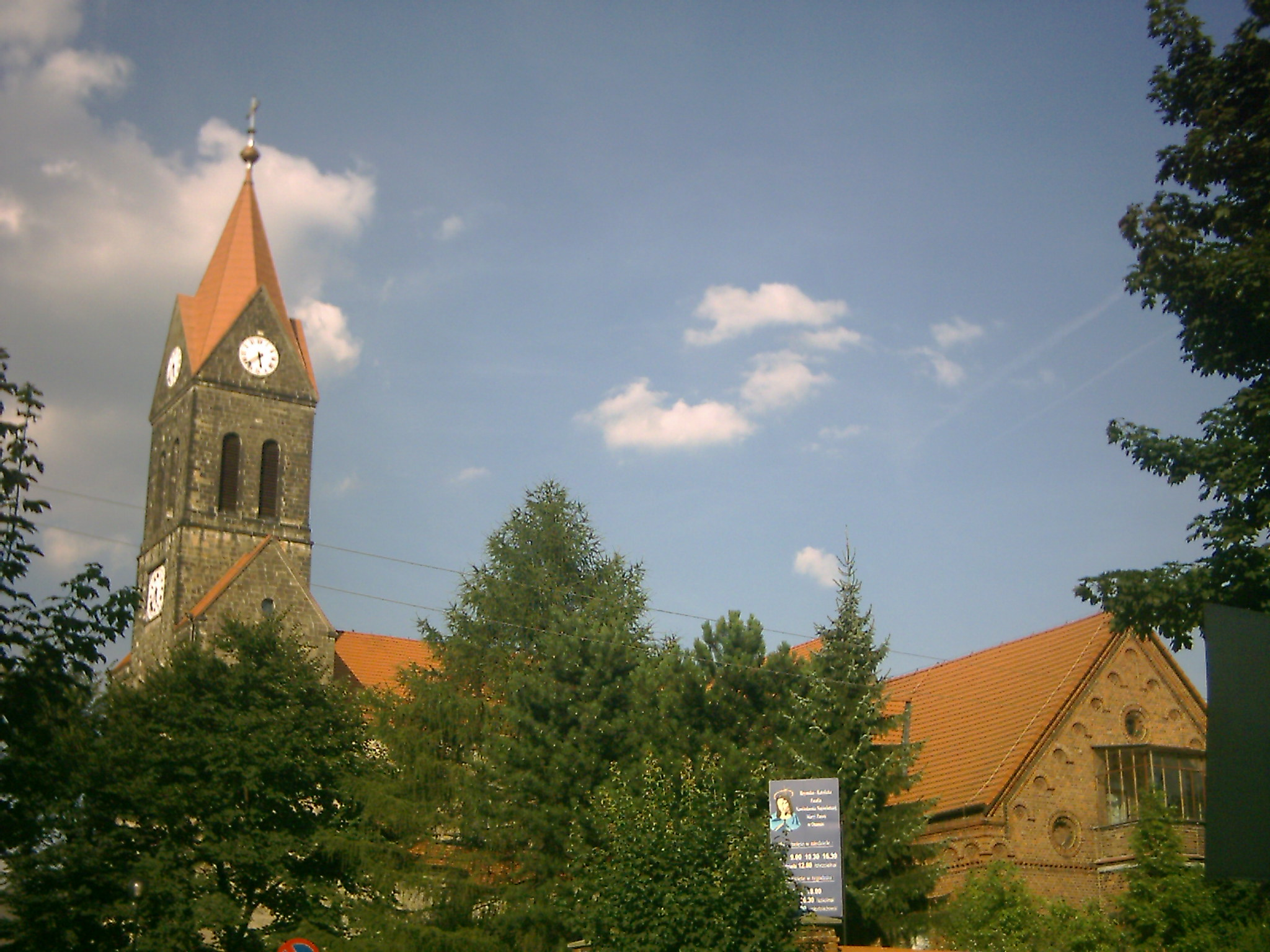
Костёл
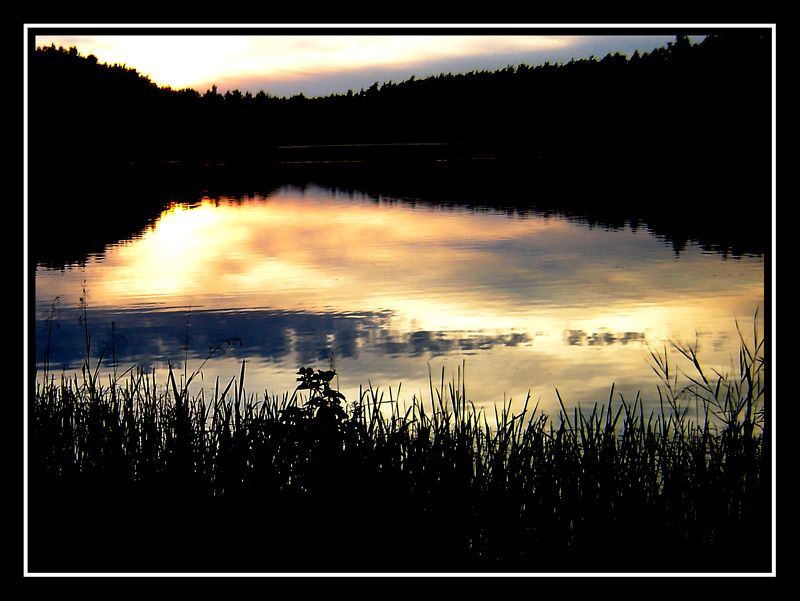